# Ruy Belo
Rui de Moura Ribeiro Belo (né le 27 février 1933 à São João da Ribeira – mort le 8 août 1978 à Queluz), plus connu sous le nom de Ruy Belo, est un poète, traducteur et essayiste portugais.

## Œuvres
Poésie
- Aquele Grande Rio Eufrates (1961)
- O Problema da Habitação – Alguns Aspectos (1962)
- Boca Bilingue (1966)
- Homem de Palavra(s) (1969)
- País Possível (1973)
- Transporte no Tempo (1973)
- A Margem da Alegria (1974)
- Toda a Terra (1976)
- Despeço-me da Terra da Alegria (1978)

Essais
- Poesia Nova (1961)
- Na Senda da Poesia (1969)